# Isabel de Aragão, Rainha de Portugal
Isabel de Aragão OSC (em catalão: Elisabet d'Aragó; ou, usando a  grafia medieval portuguesa, Yzabel; Barcelona ou Saragoça, 4 de janeiro de 1271 – Estremoz, 4 de julho de 1336), foi uma infanta aragonesa, rainha consorte de D. Dinis. Ficou para a história com a fama de santa, tendo sido beatificada e, posteriormente, canonizada. Ficou popularmente conhecida como Rainha Santa Isabel ou, simplesmente, A Rainha Santa, e é padroeira da cidade de Coimbra.

## Vida
Isabel era a filha mais velha do rei Pedro III de Aragão e de Constança de Hohenstaufen, princesa da Sicília. Por via materna, era descendente de Frederico II do Sacro Imperador Romano-Germânico, pois o seu avô materno era Manfredo de Hohenstaufen, rei da Sicília, filho de Frederico II. Não existem fontes históricas exatas sobre a data e local de nascimento de Isabel, e portanto este não é um ponto consensual. Sabe-se no entanto que cresceu em Barcelona, onde estava instalada a Corte da Coroa de Aragão.
O seu nascimento é lendário, pois nasceu envolta numa pele, mostrando a sua ligação com o divino.
Teve cinco irmãos, entre os quais os reis aragoneses Afonso III e Jaime II, e Frederico II da Sicília. Para além disso, foi sobrinha-neta de Santa Isabel da Hungria, também considerada santa pela Igreja Católica. O parentesco vem através da avó paterna Iolanda da Hungria, meia-irmã de Isabel da Hungria.
Isabel teve influência na política: a sua origem aragonesa assegurava a aliança entre Portugal e Aragão. Serviu de mediadora nos conflitos bélicos que surgiram na família.
Com o tratado de Alcanizes, os seus filhos Constança e Afonso casaram com os primos castelhanos: Fernando IV de Castela e Beatriz, também eles irmãos.
A rainha foi canonizada pelo papa Urbano VIII a 25 de maio de 1625.

## Casamento

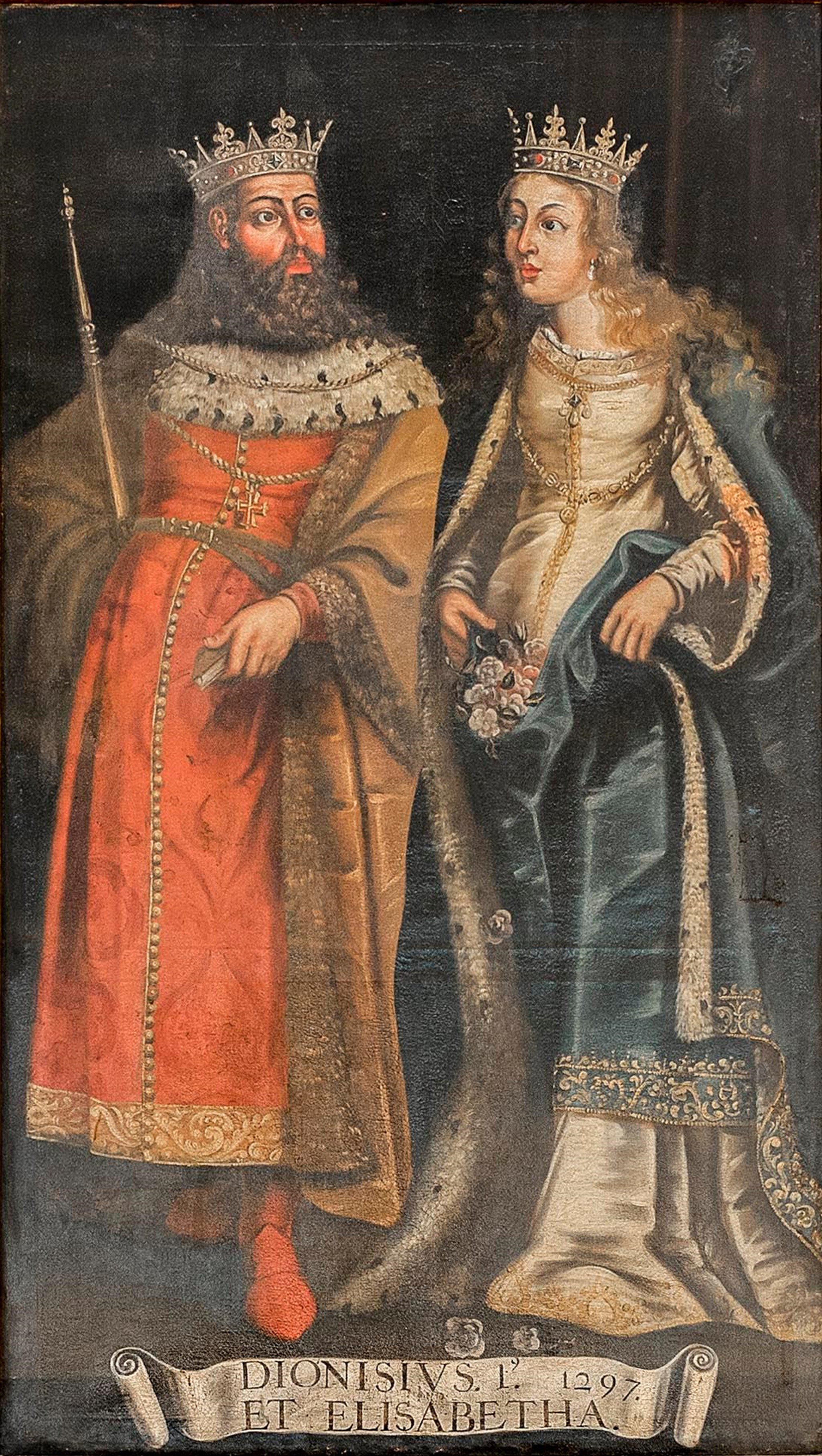
Rainha Santa Isabel ao lado de Dom Dinis, com rosas no regaço.

D. Dinis de Portugal tinha 17 anos quando subiu ao trono e, pensando em casamento que na altura era um complexo evento diplomático, convinha-lhe Isabel de Aragão. As primeiras conversações tiveram por mediador Filipe III de França, em Toulouse, tendo mais tarde enviado diretamente uma embaixada a Pedro de Aragão em novembro de 1280. Formavam-na João Velho, João Martins e Vasco Pires. A embaixada poderá ter encontrado enviados dos reis de França e de Inglaterra, cujos príncipes também eram pretendentes de Isabel. O soberano de Aragão preferiu escolher aquele que já era rei, apesar das desavenças de D. Dinis com o irmão e pretendente ao trono, Afonso de Portugal, Senhor de Portalegre.
A 11 de fevereiro de 1282, com aproximadamente 11 anos, Isabel casou-se então por procuração com o soberano português D. Dinis na capela de Santa Ágata no Palácio real de Barcelona, tendo Pedro III de Aragão enviado ao Reino de Portugal dois embaixadores cerca de um mês depois para ratificar o Tratado de casamento. Deslocaram-se a Portugal Bertrán de Villafranca, camerário da Sé de Tarragona, e Corrado Lancia, almirante da frota real, incluindo a missiva um convite, que foi ignorado, para o rei português se deslocar a Barcelona.
A reunião dos recém-casados teve de aguardar pela estabilização política em Portugal e pelo momento mais oportuno para Isabel e o seu séquito atravessarem terras castelhanas, consideradas inseguras.
Por carta de arras datada de 24 de abril de 1282 lavrada em Castelo de Vide, Isabel de Aragão recebeu como dote, as vilas de Abrantes, Óbidos, Alenquer, e Porto de Mós. Posteriormente deteve ainda os castelos de Vila Viçosa, Monforte, Sintra, Ourém, Feira, Gaia, Lamoso, Nóbrega (atualmente Ponte da Barca), Santo Estêvão de Chaves, Monforte de Rio Livre, Portel e Montalegre, para além de rendas em numerário e das vilas de Leiria e Arruda (1300), Torres Novas (1304) e Atouguia da Baleia (1307). Eram ainda seus os reguengos de Gondomar, Rebordões, Codões, para além de uma quinta em Torres Vedras e da lezíria da Atalaia.
Isabel viajou em direção ao Vale do Ebro pela antiga Via Augusta, depois Teruel, Daroca, Calatayud seguindo pelo corredor do vale do Rio Douro até Samora. Entrou em Portugal por Bragança, tendo sido a boda celebrada em Trancoso, a 26 de junho de 1282. Por esse motivo, o rei acrescentou essa vila ao dote que habitualmente era entregue às rainhas (a chamada Casa das Rainhas, conjunto de senhorios a partir dos quais as consortes dos reis portugueses colhiam as prendas destinadas à manutenção da sua pessoa). Os festejos prolongaram-se por vários dias, tendo os reis permanecido na cidade até aos primeiros dias de agosto, altura em que se mudaram para a Guarda. A finais de setembro encontravam-se em Viseu, entrando em Coimbra a 15 de outubro para se estabelecerem no Paço Real da Alcáçova (hoje ocupado pelo Paço das Escolas da Universidade de Coimbra).
Do seu casamento com o rei D. Dinis teve dois filhos:
- Constança (3 de janeiro de 1290 - 18 de novembro de 1313), que casou em 1302 com o rei Fernando IV de Castela;
- D. Afonso IV (8 de fevereiro de 1291 - 28 de maio de 1357), sucessor do pai no trono de Portugal.

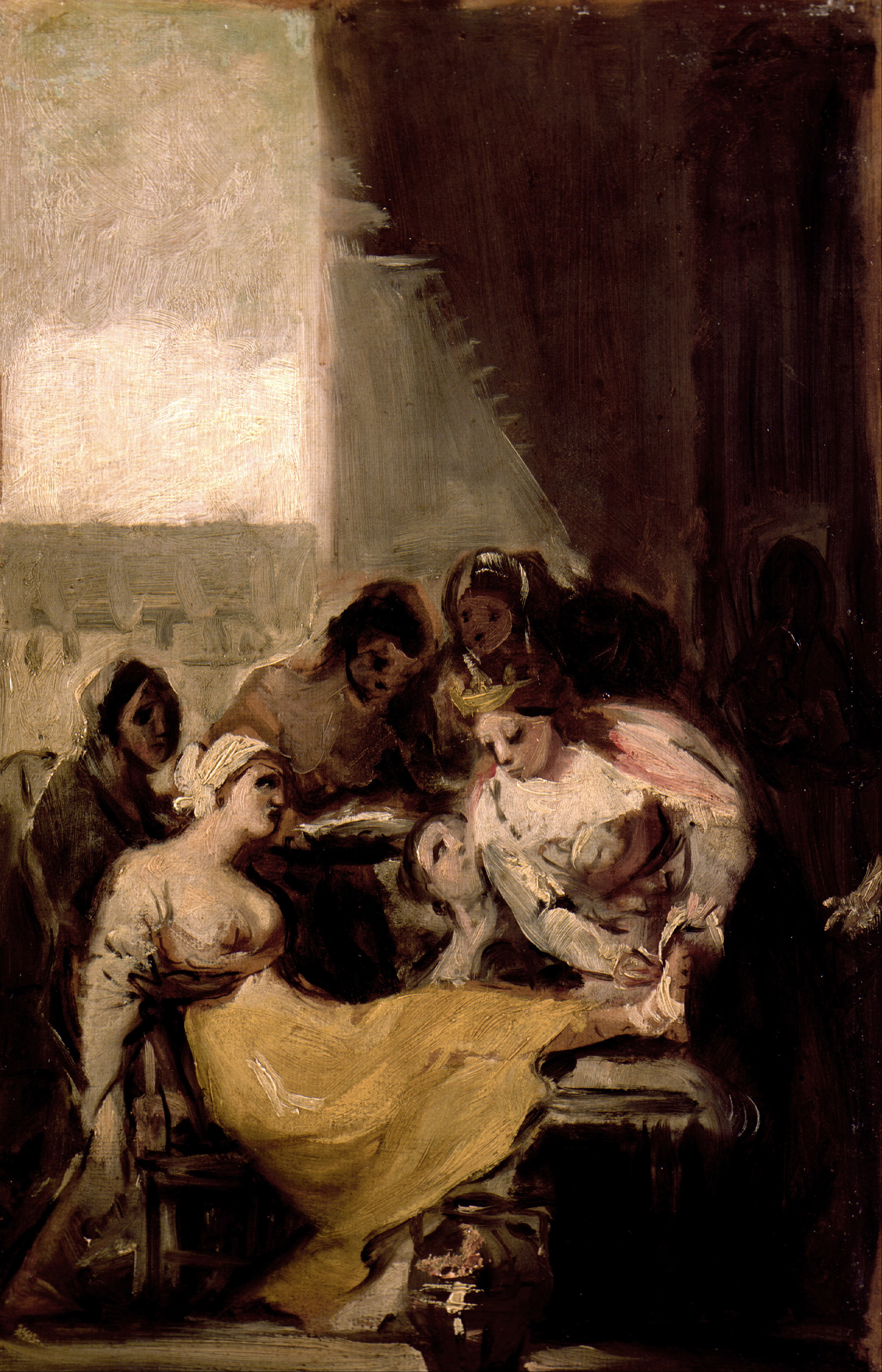
Santa Isabel de Portugal Curando as Feridas de uma Enferma, Francisco José de Goya y Lucientes, 1799.

### Relatos apócrifos
Segundo uma história apócrifa, D. Dinis não lhe teria sido inteiramente devotado e visitaria as freiras bernardas do Convento de Odivelas (Mosteiro de São Dinis). Ao saber do sucedido, a rainha tê-lo-á seguido com as suas aias à noite, iluminando o caminho com archotes, e ao encontrá-lo apenas terá dito: Ide vê-las, ide vê-las, que estamos a alumiar o caminho". Com os tempos, de acordo com a tradição popular, uma corruptela de ide vê-las teria originado o moderno topónimo Odivelas e alumiar teria passado a Lumiar, a zona onde se teria encontrado o casal real. Estas interpretações, contudo, além de não serem suportadas por relatos históricos, também não são sustentadas pelos linguistas.

## Rainha da paz
Em 1320 visitou o Principado da Catalunha e esteve alojada algum tempo no Panteão Real e Mosteiro de Poblet, onde já teria estado aquando da viagem para se reunir com o rei português em 1282. Voltaria a visitá-lo em 1325, já viúva, o que demonstra o quanto a deve ter impressionado o cortejo fúnebre do seu avô Jaime I de Aragão em 1278 para o Mosteiro de Poblet, dois anos após a sua morte em Valência.
Nesta década de 1320, o infante D. Afonso, herdeiro do trono, sentiu a sua posição ameaçada pelo favor que o rei D. Dinis demonstrava para com um seu filho bastardo, Afonso Sanches. O futuro D. Afonso IV declarou abertamente a intenção de batalhar contra o seu pai, o que quase se concretizaria na chamada peleja de Alvalade. No entanto, a intervenção da rainha conseguiu serenar os ânimos e, com a paz assinada em 1324, foi evitado um conflito armado que traria instabilidade ao reino.
D. Dinis morreu em 1325 e, pouco depois da sua morte, Isabel terá peregrinado ao santuário de Santiago, em Compostela na Galiza, fazendo-o montada num burro, e a última etapa a pé, onde ofertou muitos dos seus bens pessoais. Há historiadores que defendem a ideia que lá se terá deslocado duas vezes.
Recolheu-se por fim no então Mosteiro de Santa Clara-a-Velha em Coimbra, vestindo o hábito da Ordem das Clarissas mas não fazendo votos (o que lhe permitia manter a sua fortuna usada para a caridade). Só voltaria a sair dele uma vez, pouco antes da morte, em 1336.
Nessa altura, Afonso declarou guerra ao seu sobrinho, o rei D. Afonso XI de Castela, filho da infanta Constança de Portugal, e portanto neto materno de Isabel, pelos maus tratos que este infligia à sua mulher D. Maria, filha do rei português. A guerra estalou após o noivado do neto Pedro com Constança Manuel, no ano da morte de Isabel. No entanto, a paz chegaria somente três anos após a morte da rainha, com a intervenção da própria Maria de Portugal, por um tratado assinado em Sevilha em 1339.

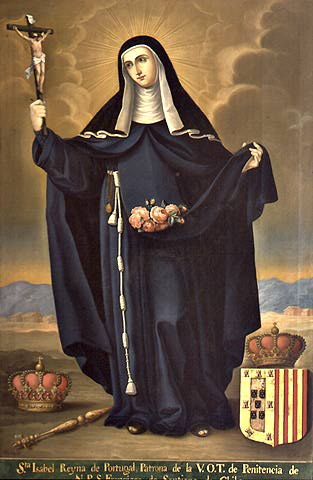
A Rainha Santa Isabel vestida com o seu hábito religioso e com uma representação do milagre das rosas

## Falecimento e legado
Isabel faleceu, tocada pela peste, em Estremoz, a 4 de julho de 1336, tendo deixado expresso em seu testamento o desejo de ser sepultada no Mosteiro de Santa Clara-a-Velha, onde em 1995 foi iniciada uma escavação arqueológica, após ter estado por 400 anos parcialmente submerso pelo rio Mondego. O seu marido, D. Dinis, repousa no Mosteiro de São Dinis em Odivelas.
Segundo uma história hagiográfica, sendo a viagem demorada, havia o receio de o cadáver entrar em decomposição acelerada pelo calor que se fazia, e conta-se que a meio da viagem debaixo de um calor abrasador, o ataúde começou a abrir fendas, pelas quais escorria um líquido, que todos supuseram provir da decomposição cadavérica. Qual não foi, porém a surpresa quando notaram que em vez do mau cheiro esperado, saía um aroma suavíssimo do ataúde.
Isabel terá sido uma rainha muito piedosa, passando grande parte do seu tempo em oração e ajuda aos pobres. Por isso mesmo, ainda em vida começou a gozar da reputação de santa, tendo esta fama aumentado após a sua morte. Foi beatificada pelo Papa Leão X em 1516, vindo a ser canonizada, por especial pedido da dinastia filipina, que colocou grande empenho na sua canonização, pelo Papa Urbano VIII em 1625. É reverenciada a 4 de julho, data do seu falecimento.
Com a invasão progressiva do convento de Santa Clara-a-Velha de Coimbra pelas águas do rio Mondego, houve necessidade de construir o novo convento de Santa-Clara-a-Nova no século XVII, para onde se procedeu à trasladação do corpo da Rainha Santa.
No dia 27 de Outubro de 1677, ocorreu a trasladação do corpo da Rainha Santa Isabel do túmulo de pedra, onde jazia desde 1336, para o túmulo de prata mandado fazer por D. Afonso de Castelo Branco, 41.º Bispo de Coimbra, 6.º Conde de Arganil, que chegou a ser vice-rei de Portugal.

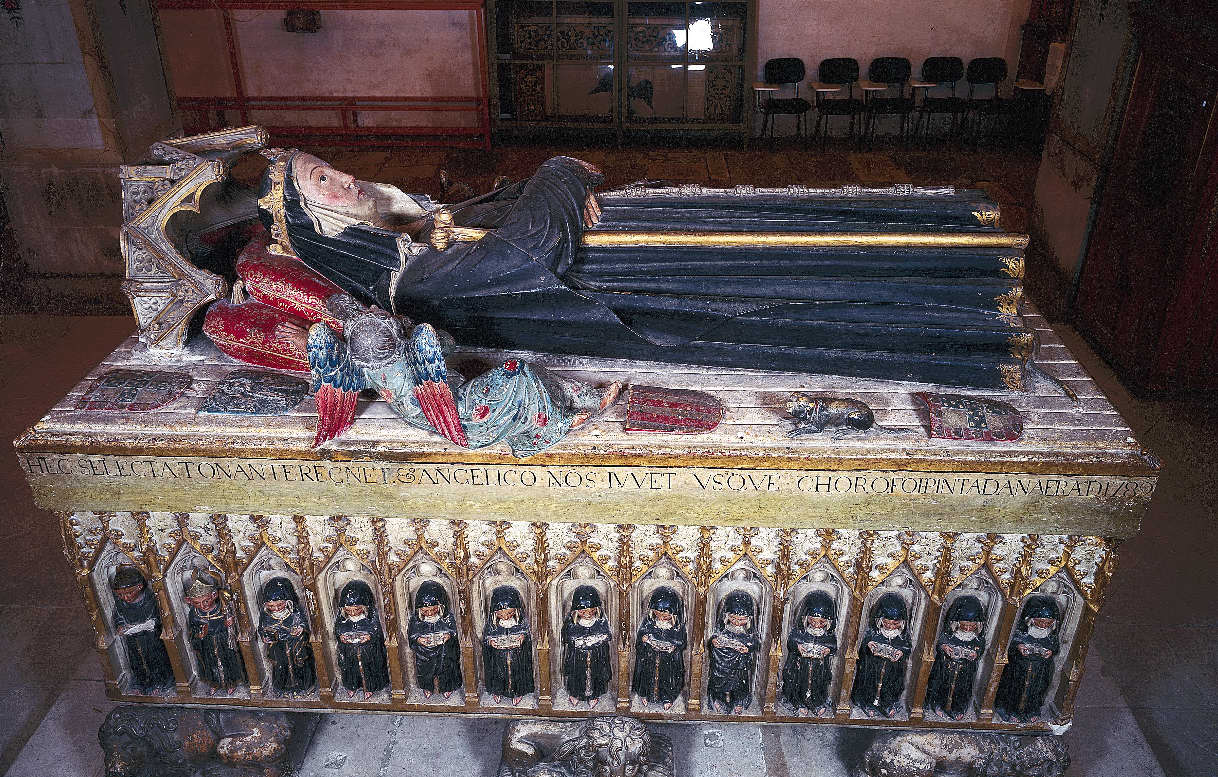
Túmulo da Rainha Santa Isabel por Mestre Pero, hoje no Convento de Santa Clara-a-Nova

No dia 29 de Outubro de 1677, ocorreu a trasladação do corpo da Rainha Santa Isabel, já no túmulo de prata, desde o velho Mosteiro (Santa Clara-a-Velha) para o novo Mosteiro (Santa Clara-a-Nova).
O seu corpo encontra-se incorrupto no túmulo de prata e cristal.
No século XVII, a rainha D. Luísa de Gusmão, regente em nome de seu filho D. Afonso VI, transformou em capela o quarto em que a Rainha Santa Isabel havia falecido no castelo de Estremoz.
Actualmente, inúmeras escolas e igrejas ostentam o seu nome em sua homenagem. É ainda padroeira da cidade de Coimbra, cujo feriado municipal coincide com o dia da sua memória (4 de julho), e também em outras localidades fora de Portugal, como é o caso da província filipina de Basilan. Alfredo Marceneiro dedicou-lhe o fado Rainha Santa, com letra de Henrique Rego. Desde a criação em 1819 da diocese de San Cristóbal de La Laguna também chamada diocese de Tenerife (Ilhas Canárias), Santa Isabel de Portugal é co-padroeira da mesma e da catedral diocesana por Bula do Papa Pio VII.
O seu túmulo, bem como o Mosteiro de Santa Clara-a-Nova, está confiado à guarda da Confraria da Rainha Santa Isabel.

## A lenda do milagre das rosas

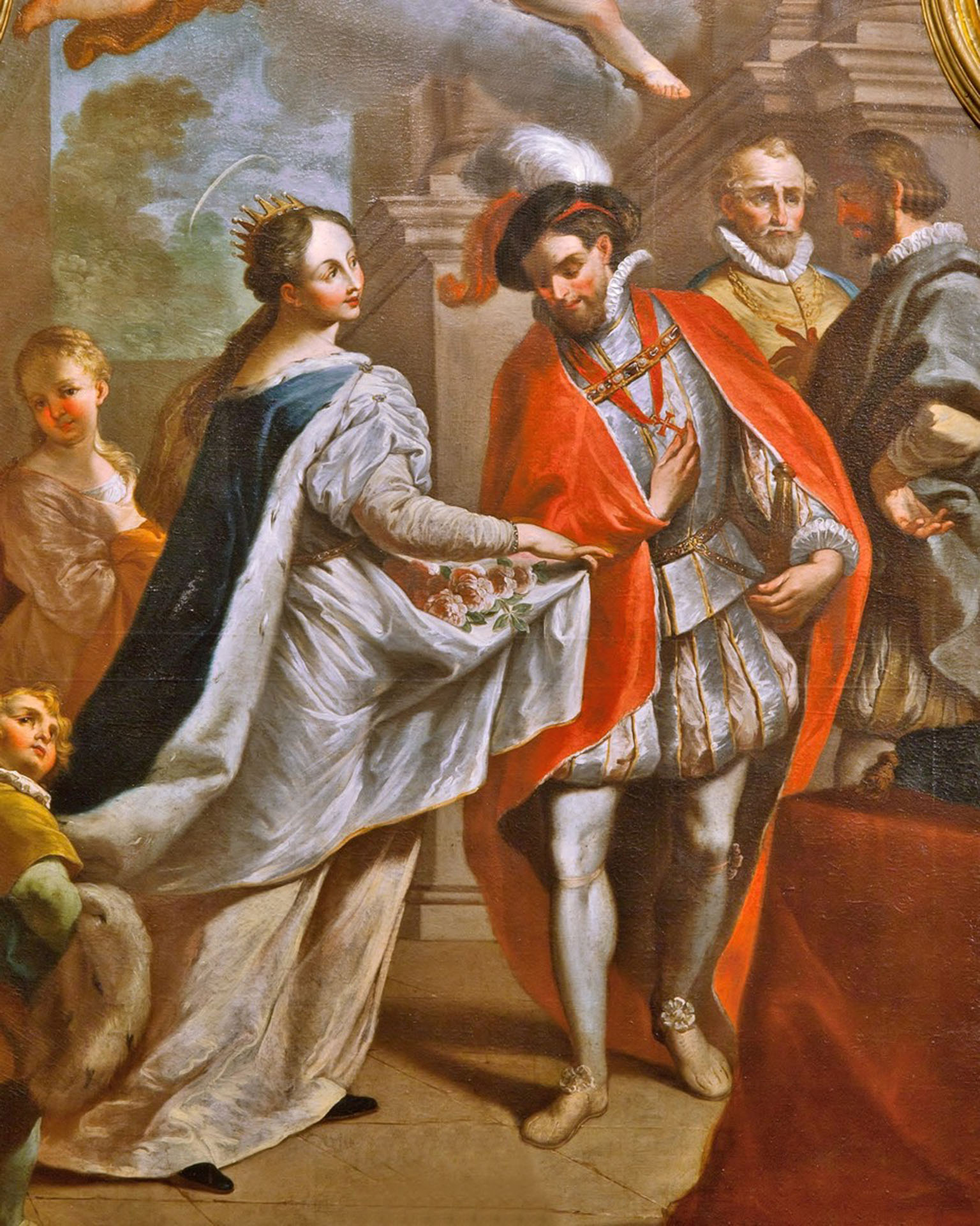
O Milagre das Rosas, André Gonçalves, c. 1735-40, Igreja do Menino Deus

A história mais popular da Rainha Santa Isabel é sem dúvida a do milagre das rosas. Segundo a lenda portuguesa, a rainha saiu do Castelo de Leiria numa manhã de Inverno para distribuir pães aos mais desfavorecidos. Surpreendida pelo soberano, que lhe inquiriu onde ia e o que levava no regaço, a rainha teria exclamado: São rosas, Senhor! Desconfiado, D. Dinis terá inquirido: Rosas, em Janeiro? D. Isabel expôs então o conteúdo do regaço do seu vestido e nele havia rosas, ao invés dos pães que ocultara.
A época exacta do aparecimento desta lenda na tradição portuguesa não está determinada. Não consta de uma biografia anónima sobre a rainha escrita no século XIV, mas circularia oralmente pelo país nas últimas décadas desse século. O mais antigo registo conhecido é um retábulo quatrocentista conservado no Museu Nacional de Arte da Catalunha.
O primeiro registo escrito do milagre das rosas encontra-se na Crónica dos Frades Menores:
| Isabel de Aragão, Rainha de Portugal                      | levava uma vez a Rainha santa moedas no regaço para dar aos pobres (…) Encontrando-a el-Rei lhe perguntou o que levava, (…) ela disse, levo aqui rosas. E rosas viu el-Rei não sendo tempo delas. | Isabel de Aragão, Rainha de Portugal |
| — Crónica dos Frades Menores, Frei Marcos de Lisboa, 1562 | |                                      |

Em meados do século XVI a lenda já tinha sido amplamente difundida, e foi ilustrada por uma pintura anónima, conhecida por Rainha Santa Isabel, no Museu Machado de Castro de Coimbra, e por uma iluminura da Genealogia dos Reis de Portugal de Simão Bening sobre desenho de António de Holanda. No século XVII surgem mais dois trabalhos anónimos retratando a rainha, a pintura a óleo no átrio do Instituto de Odivelas e o retábulo do Mosteiro do Lorvão.
Note-se que da sua tia materna, Santa Isabel da Hungria, assim como de Santa Cacilda e de Santa Zita, se conta uma lenda muito idêntica à do Milagre das Rosas.
Também reza-se a história nos Açores que pela sua bondade ao alimentar os pobres se criou as tradicionais Festas de Espírito Santo que ocorrem nas ilhas dos Açores entre Maio e Setembro de cada ano.

## Biografia
A primeira biografia de Isabel de Aragão foi escrita logo após a sua morte, por alguém próximo à rainha, talvez o seu confessor Frei Salvado Martins, bispo de Lamego, ou uma das aias de Santa Clara. É geralmente conhecida por Lenda ou Relação, mas apesar do original se ter perdido, o Museu Machado de Castro conserva uma cópia quinhentista, manuscrita e iluminada, com o título: Livro que fala da boa vida que fez a Rainha de Portugal, Dona Isabel, e seus bons feitos e milagres em sua vida, e depois da morte.
Esta obra, de natureza hagiográfica, serviu de base às biografias e crónicas posteriores, incluindo a Crónica de 1419 e as Crónicas de D. Dinis e de D. Afonso IV, de Rui de Pina. Foi publicada no século XVII por Frei Francisco Brandão, na parte VI da Monarquia Lusitana.